# Atlask
Atlask er en type tykt vævet klæde, kendetegnet ved sin blanke overflade, som opnås ved en væveteknik med få og spredte bindinger, så man på retsiden især ser det ene sæt tråde.
Atlask kan være fremstillet af forskellige materialer, men silkeatlask er nok bedst kendt og finest.